# Primera División Aficionada
Die Primera División Aficionada ist die dritthöchste Spielklasse im costa-ricanischen Fußball. Sie wird vom Amateurfußballverband LINAFA im Auftrag der FEDEFUTBOL (costa-ricanischer Fußballverband) organisiert. Der Meister steigt in die Liga de Ascenso-Segunda División auf, die zehn Gruppenletzten steigen in die Tercera División Aficionada.

## Aktueller Austragungsmodus
- Zuerst werden die 79 Teilnehmer in zehn Gruppen à 8 (eine à 7) Teams aufgeteilt.
- In der ersten Runde wird eine Einfachrunde mit Hin- und Rückspielen ausgespielt, um die Gruppeneinteilung für die zweite Runde zu bestimmen.
- Die zweite Runde wird im gleichen Modus wie die vorherige ausgespielt. Die drei besten Klubs jeder Gruppe qualifizieren sich für das Sechzehntelfinale. Es wird zudem eine pro Erstrundengruppe eine Gesamttabelle erstellt um die Absteiger jeder Gruppe, sowie die beiden besten Gruppendritten zu ermitteln, welche ins Sechzehntelfinale weiterkommen.
- Die 32 für die Playoffs qualifizierten Teams spielen im K.-o.-Modus den Meister und Aufsteiger in die Liga de Ascenso aus. Die mit dem Sechzehntelfinale beginnenden Begegnungen werden in Hin- und Rückspielen ausgetragen.